# طواشة

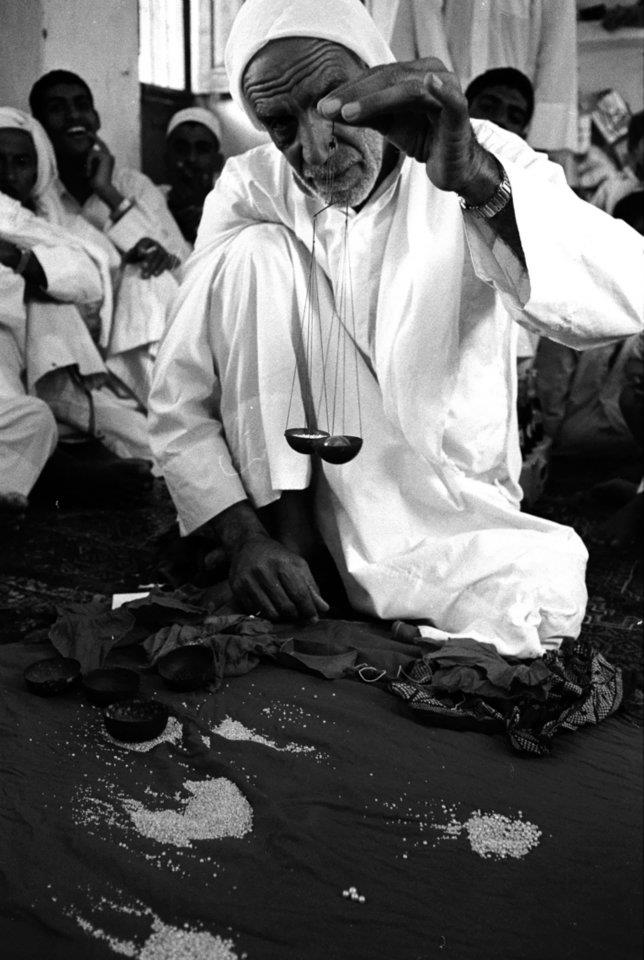
الطّواش علي عبد الله الحبيب.

الطواشة أو استخراج اللؤلؤ أو الغوص على اللؤلؤ هي مهنة المتاجرة باللؤلؤ، وهي مهنة تقليدية اختصت بها دول الخليج. وَالطّواش هو تاجر اللؤلؤ الذي يتنقل بين سفن الغوص في مواقع صيد الأسماك لاستخراج اللؤلؤ من أعماق البحار، أو بين نواخذة الغوص بعد عودتهم. وقد تُسمَّى مهنة صيد اللؤلؤ واستخراجه الثِّين.
مهنة الطواشة امتهنها العديد من أهل الخليج العربي كمصدر رزق خلال القرون الماضية و البحرين خاصة حيث كانت منذ القرن الأول الميلادي، كما تشير مخطوطة أشورية تعود إلى أربعين قرناً خلت إشارة إلى لآلئ البحرين، وانتهت المهنة تقريباً في منتصف القرن العشرين مع ظهور اللؤلؤ الصناعي الياباني. كان تطوير صناعة اللؤلؤ المصنع في اليابان ضربة شديدة لصناعة الغوص في الخليج، حيث نقص عدد القوارب التي تترك البحرين في سنة 1948 إلى 80 قارباً مقارناً بالعدد 1500 في سنة 1833. وكانت تعد الصناعة الأولى في الخليج العربي إلى جوار كونها المهنة الأكثر اقتراناً بالمنطقة. وكانت القوة الشرائية لسكان الساحل الشرقي لشبه الجزيرة العربية تعتمد إلى حد كبير على مغاصات اللؤلؤ. كانت البحرين مركزاً مهماً لتجارة اللؤلؤ، حيث كان يباع للأسواق العالمية منها خاصة الهند. وقد كانت تجارة اللؤلؤ واحتكاره سبباً رئيساً في العديد من الحروب منها الحرب بين البرتغاليين والجبريين.

## التاريخ
عرف الخليجيون اللؤلؤ قبل الإسلام بقرون عدّة، فعند ظهور الإسلام كانت حرفة الغوص صناعة الغوص- التي عُرفت في تلك المنطقة لأكثر من أربعة آلاف سنة، قد اكتسبت أهمية بالغة في الاقتصاد المحلي، وشكلت بجانب التجارة وصيد الأسماك مصدرًا للرزق على امتداد الشريط الساحليّ للإمارات".
ذكر لوريمر أن عدد سفن الغوص على اللؤلؤ التابعة لساحل عمان كان يبلغ في صدر القرن العشرين 1200 سفينة تقل كل سفينة طاقماً يضم في المتوسط 18 رجلاً. وكانت القيمة السنوية في المتوسط للؤلؤ المصدر من الخليج تقدر بـ 1434399 جنيهاً استرلينياً.

## الطاقم
العمل الجماعي، التنظيم، الإدارة الفاعلة، تقسيم المهام، تحمل المسؤولية كلها مهارات تظهر واضحة جلية في رحلة الغوص على اللؤلؤ، يقوم مجموعة من الرجال بالكثير من المهام المتكاملة المنسجمة التي تؤدي في نهاية المطاف إلى رحلة غوص ناجحة، من هؤلاء الرجال:
- النوخذة: ربان السفينة والمسؤول الأول والمباشر عن رحلة الغوص، وقد يكون في الغالب مالكًا لسفينة الغوص. ومن أهم السمات التي يجب أن يتمتع بها النوخذة:
  - أن يكون صاحب خبرة كبيرة في مجال عمله، كأن يكون قد عمل لفترة طويلة في مجال الغوص.
  - أن يكون على علم ودراية بالأماكن التي يتواجد فيها اللؤلؤ (الهيرات).
  - أن تتوافر لديه معرفة كافية بعلم الفلك؛ فعن طريق النجوم يعرف اتجاه السير؛ فيقود سفينته بنجاح.
  - أن يمتلك شخصية قوية؛ ليستطيع إدارة العمل، والسيطرة على جميع العاملين في السفينة.
  - أن يكون على علم بكل الأدوات الموجودة على ظهر السفينة، وطرق استخدامها.
  - أن يمتلك أمر بيع اللؤلؤ المستخرج للتجار (الطواشين)، ولديه مصادره التي تعينه على البيع.
- المقدمي (المجدمي): رئيس البحارة، والمسؤول عن العمل في السفينة، والأمين على حاجاتها.
- الغيص (الغواص): يغوص في البحر لجمع المحار.
- السيب: يقوم بسحب الغيص من قاع البحر.
- الجلّاس (اليلاّس) أو الفليج: يقوم بفتح المحار.
- السكوني: يمسك بدفّة السفينة ويستجيب لأوامر النوخذة في توجيه السفينة.
- النهّام (النهيم): يُغنّي لطاقم السفينة؛ فيخفف عنهم رحلة غربتهم، ويحفزهم على العمل.

## الأدوات
كان النوخذة هو المسؤول عن تزويد المركب، توزيع الحصص، ومن ثم بيع اللؤلؤ على التجار. ومن الأدوات المستخدمة داخل المركب:
- (البشتختة) وهو صندوق صغير يجمع فيه النوخذة اللؤلؤ وهو عادة ما يكون ذا شكل جميل ويحتفظ النوخدة بمفتاحه، وكانت رحلة الغوص شاقة ومتبعة وكانت المهام توزع إلى كل شخص على متن السفينة وهناك مصطلحات شعبية تطلق على كل شخص موجود على متن القارب وكانت أبرز المصطلحات الشعبية لرحلة الغوص كالآتي:
- (الغيص) وهو الشخص الذي ينزل للغوص بحثاً عن المحار.
- (السيب) وهو من يساعد الغواص في النزول إلى القاع والخروج.
- (النهام) وهو الشخص الذي يقوم بالإنشاد وترديد المواويل البحرية للترفيه وتحميس الغواص.
- (الركبة) وهو يوم انطلاق الغواصين في الرحلة.
- (القفال) وهو يوم العودة.
- وكانت كل رحلة غوص لابد من تواجد شخص صغير من ذوي الغواصين لتدريبه على الغوص وهو ما يسمى ب (الشباب).
- وكانت السفينة التي تحمل الغواصين تسمى ب (المحمل) وهي عادة ما تكون على أشكال عدة ومختلفة وكان الربان أو النوخذة وهو من يملك المحمل وكان يطلق عليه اسماً محبباً إليه يختاره كما يشاء وعادة ما يسمى المركب باسم شخص مقرب وعزيز على النوخذة كالزوجة أو الابن أو الدابة القوية المحببة للنوخذة.
- (العظام) وهي أداة كالمشبك يضعها الغواص على أنفه لمنع دخول الماء وكان الغواص يحمل حجراً مربوطاً به أثناء نزوله إلى الماء ليساعده في النزول بسرعة وهو ما يسمى ب (الحجر) وكان الغواص يجمع اللؤلؤ في كيس يحمله معه داخل الأعماق وكان يسمى ب (الديسين).
- الفطام: مشبك يضعه الغواص على أنفه أثناء الغوص؛ حتى لا تتسرب المياه إلى جوفه.
- الحصاة (الحجر- الثقل- البلد): يربط في رِجْل الغواص ؛ ليساعده على النزول إلى العمق المطلوب.
- الشمشول: رداء أسود سميك يلبسه الغواص.
- الخبط: قفاز جلدي لحماية أيدي الغواص.
- الديين : كيس مغزول من خيوط غليظة، يعلقه الغواص في رقبته؛ ليضع فيه المحار الذي جمعه.
- اليدا: الحبل المتصل بين الغواص والسيب.
- المفلقة: الأداة التي يفتح بها المحار.

## الجغرافيا
توجد العديد من الأماكن التي يكثر بها اللؤلؤ في الخليج العربي خاصة حول البحرين وقطر. بلغ دخل الساحل المتصالح وحده من صادرات اللؤلؤ في سنة 1925 عشرة ملايين روبية هندية، كما توجد الهيرات (أماكن اللؤلؤ) أيضاً أمام ساحل البصرة المطل على الخليج العربي ومن السواحل التي اشتهرت سابقاً بالطواشة:
- ميناء دارين.[7]

## معرض صور

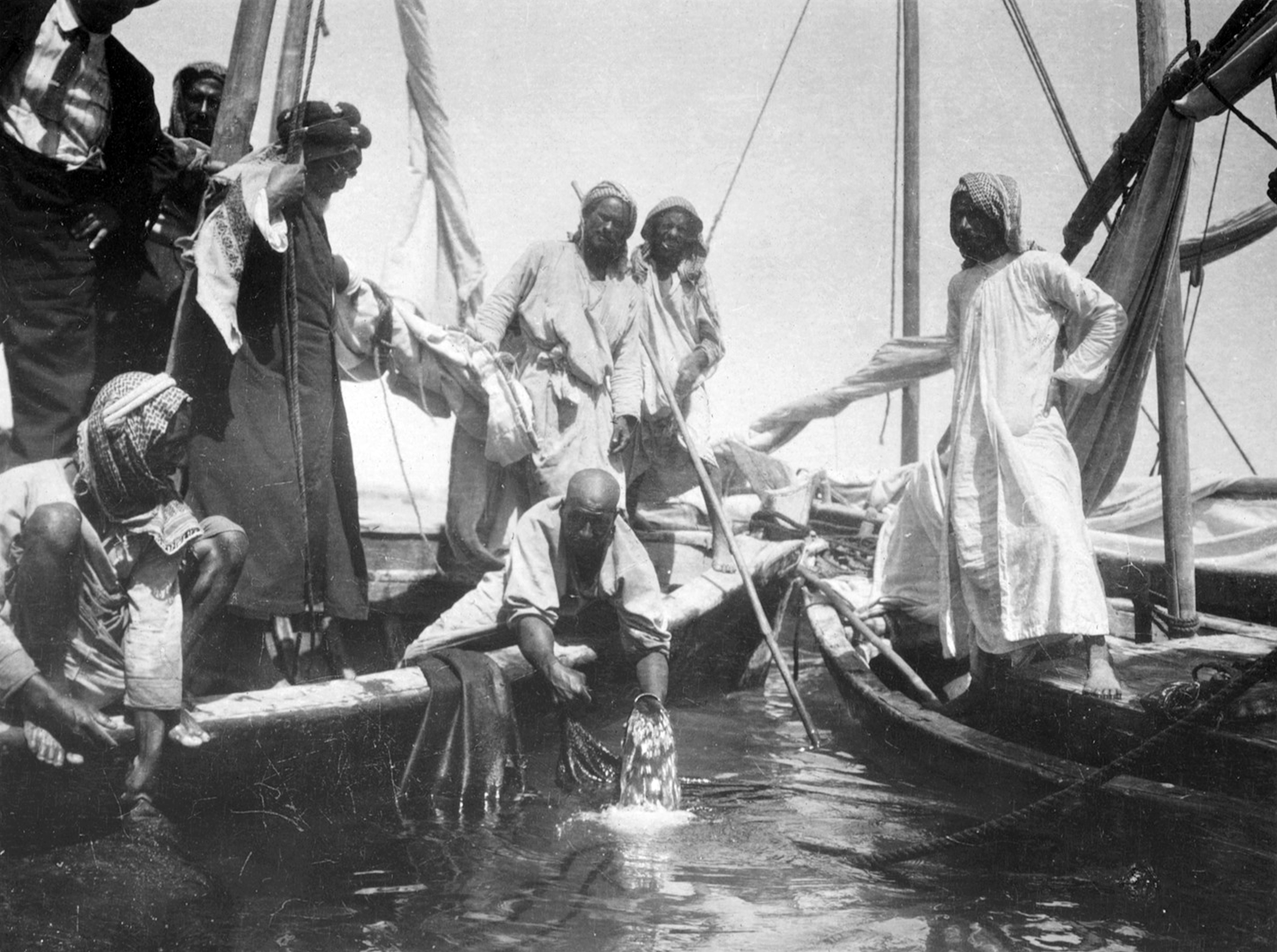
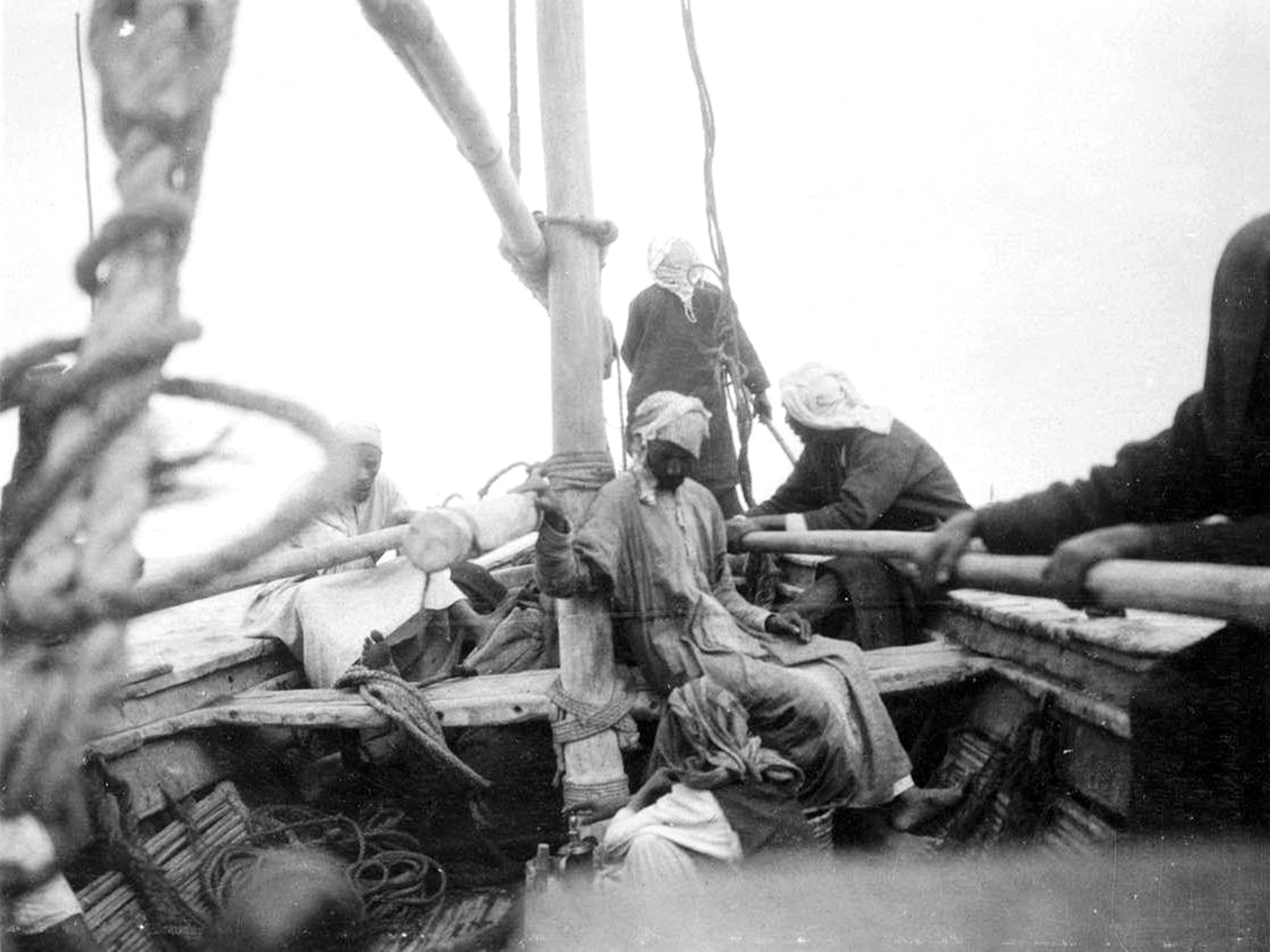
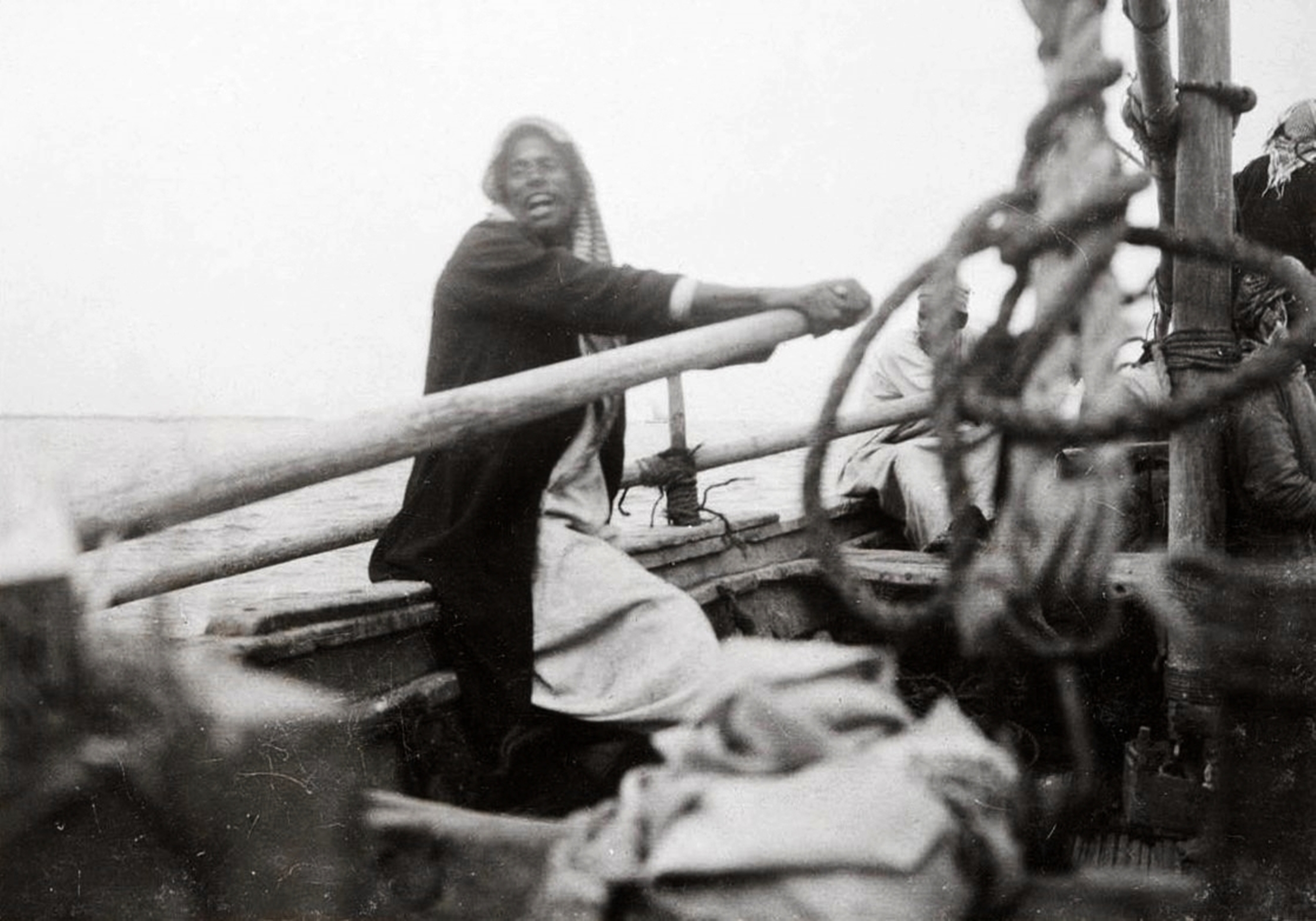
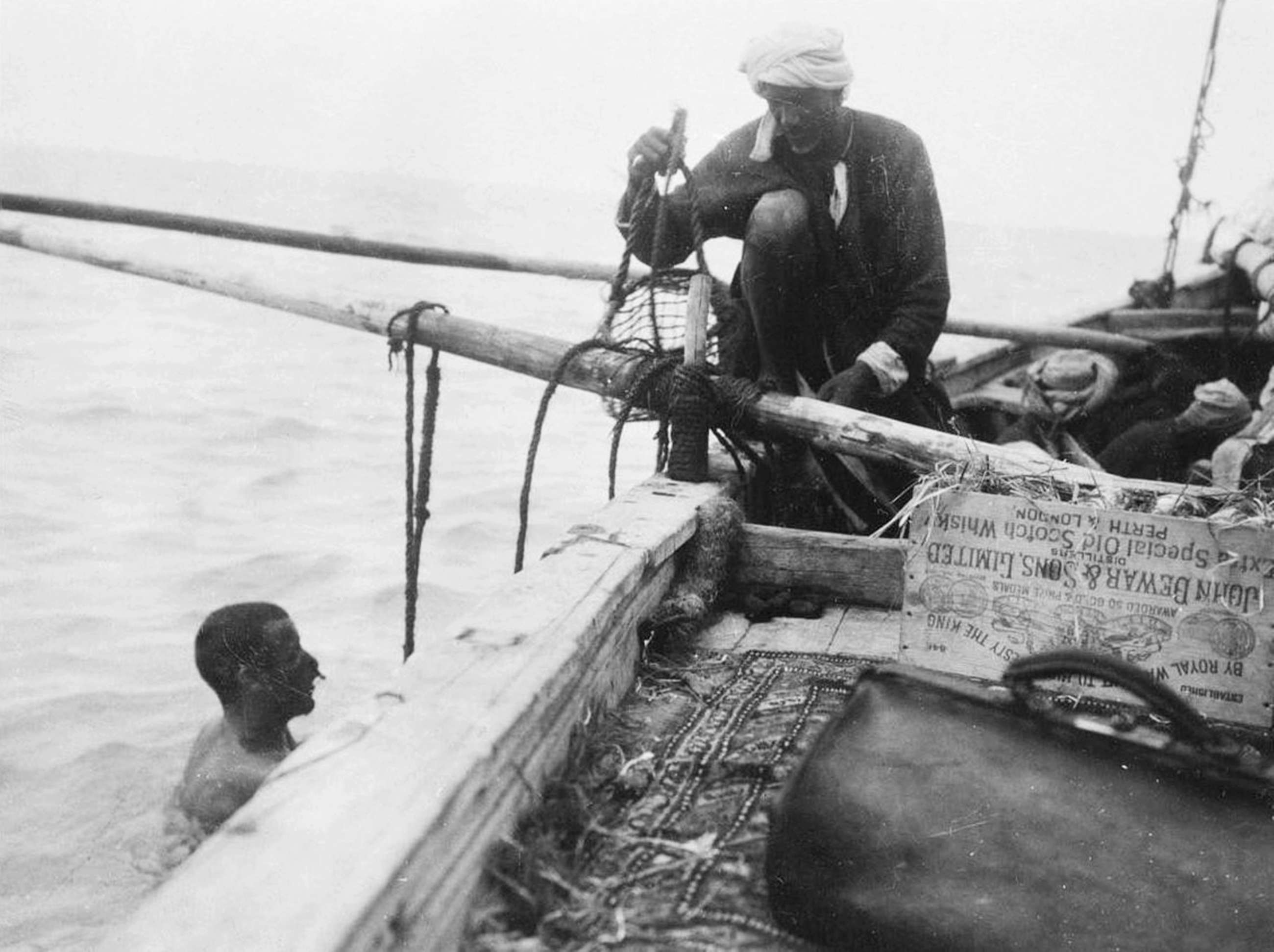
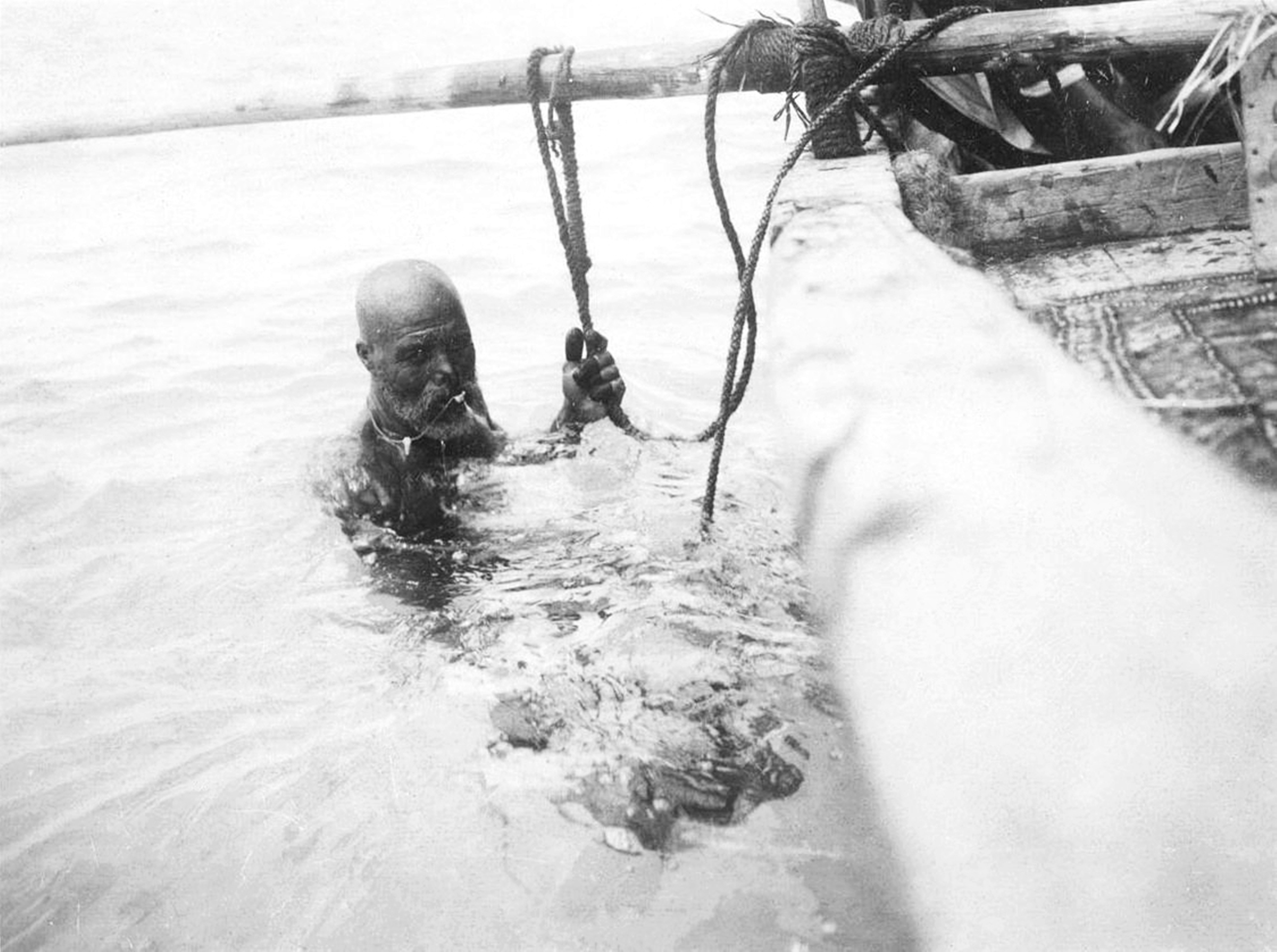
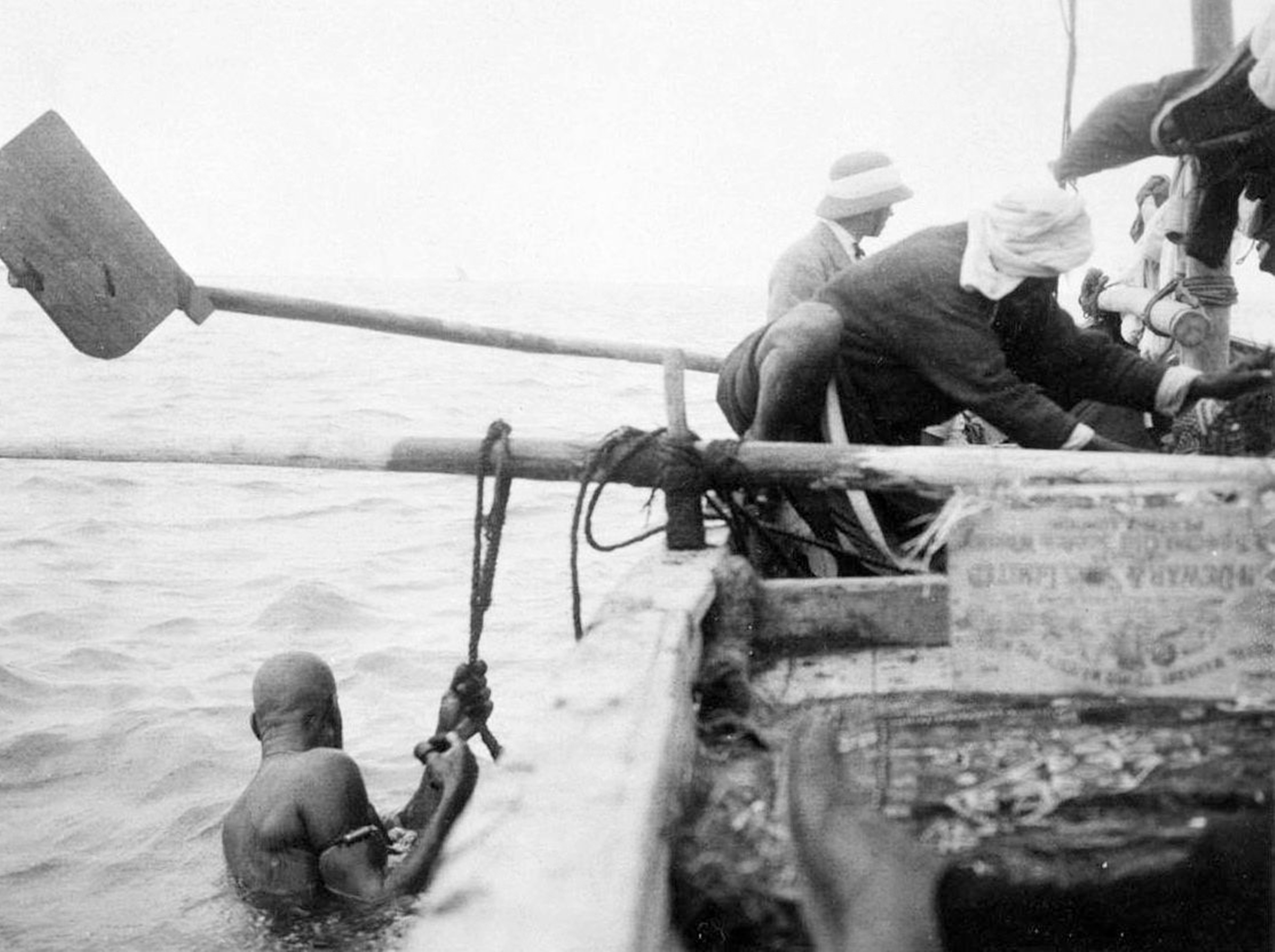
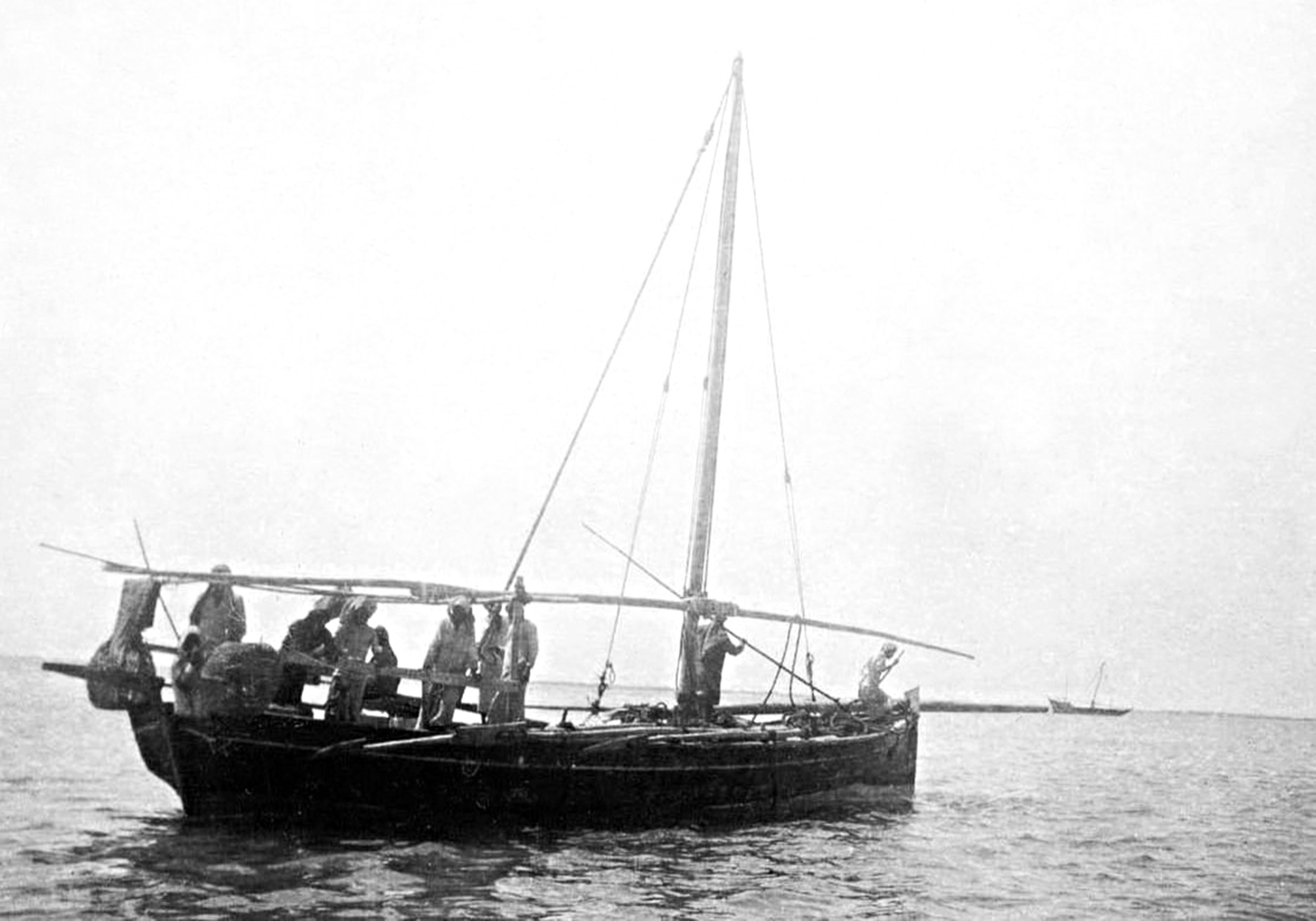